# Indri
Indri (Indri indri) je jediným druhem monotypického rodu indri (Indri). Je to lemur z podřádu poloopic.

## Výskyt
Žije v primárních nížinných i horských deštných pralesích východního Madagaskaru až do nadmořské výšky 1500 m, převážně v chráněných oblastech: Ambatovaky, Analamazaotra, Anjanaharibe-Sud, Betampona, Mangerivola, Mantady, Marotandrano, Verezanantsoro a Zahamena.

## Popis
Indri je největší z přežívajících lemurů, váží průměrně okolo 7 kg, samice bývají těžší. Někteří jedinci dosahuji váhy i 10 kg. Srst má velmi hustou, hedvábnou, zbarven je směsí černé a bílé, jedinci na severu bývají tmavší než na jihu. Délka těla s hlavou bývá 60 až 90 cm, ocas má zakrnělý, pouze 5 cm. Jeho nohy jsou dlouhé a štíhlé, ruce má v porovnání s nimi krátké. Má dlouhý krk a hlavu podobnou lišce, uši kulaté a okolo nich ježaté chlupy, čenich dlouhý, oči okrově žluté. Malý palec je protistojný, ostatní prsty jsou částečně srostlé. Samice mají jeden pár prsních bradavek.

## Stravování
Indri je hlavně folivor, ale kromě listí žere také doplňkově ovoce, semena a květy. Samci žerou více ovoce než samice. Nejčastěji konzumují listy a plody z rostlin rodu: "Canarium", "Cynometra", "Dialium", "Gaertnera", "Gomphia", "Ravensara", "Rhus", "Symphonia" a "Uapaca". Listy trhá přímo tlamou, plody rukama. Občas líže půdu, tak si doplňuje chybějící minerály.

## Pohyb
V korunách stromů se pohybuje mohutnými skoky dlouhými až 10 m, odráží se přitom od kmene zadníma nohama, tělo je při skoku ve svislé poloze a má roztaženou náruč. Mnohdy se přesunuje ze stromu na strom zhoupnutím na pružné větvi. Občas sestoupí na zem, tam skáče po zadních a ruce drží nad hlavou.

## Sociální chování
Jsou to denní stromové opice, které stráví 30 až 60 % času krmením, denně se za potravou přemístí o 300 až 700 m. Společenské aktivity, tj. péče o sebe, hraní a sexualita jim zabírá jen 2 % času. Hrají si především mláďata, zápasí mezi sebou. Po zbytek dne tráví potravu a odpočívají. Jsou to silně teritoriální tvorové, ale pro řídkost osídlení se málokdy jejich území překrývají, s jinými druhy lemurů se snášejí. Svá území o velikostí 18 až 40 ha dospělí samci značkují močí, výměšky žláz které mají umístěny na boku a pod tlamou a hlavně hlasem. Před setměním se skupina usazuje ke spánku na své stromy ve výšce 10 až 30 m, samice spí s mláďaty a samec opodál.
Zvuková komunikace je různorodá a hlavně hlasitá. Jednotlivé skupiny mají své „písně“, kterými pravidelně ohlašují svou přítomnost. Skládá se z úvodního zakřičení, pak následuje řada plačtivých zvuků promíšena s vytím. Indri indri mají hrdelní rezonanční vaky, jejich křik je slyšitelný až do vzdálenosti 3 km. Četnost těchto akustických projevů je závislá na blízkosti jiných skupin, ročním období i počasí (za deště je menší). Ozývají se nejvíce z rána a v odpoledních hodinách, odpovídají také druhým skupinám, někdy jen dvojhlasně, jindy všichni. Domorodci mají pro tyto jejich děsivé, naříkavé písně před nimi respekt. Vydávají další, méně hlasité zvuky kterými vyjadřují strach, upozorňují na predátora nebo se svolávají.
Jsou monogamní, žijí ve skupinkách, ve kterých jsou rodiče a 2 až 3 nedospělci, dominantní jsou většinou samice, mají přednostní přístup ke zdroji potravy a vedou skupinu při cestování za novým místem ke krmení. Vzájemné vztahy ve skupině utužují recipročním čištěním kůže na hlavě a krku.

## Rozmnožování
Při páření je samice zavěšena pod větví a páří se ve ventro-ventrální (břichem k břichu) pozici. Většinou jen jedno mládě se rodí v nepravidelných intervalech, asi jednou za dva až tři roky, nejčastěji po 120 až 150 dnech březosti v květnu nebo červnu. Samice mláďata kojí asi 8 měsíců třikrát až čtyřikrát denně. Do 4 až 5 měsíců jsou zavěšena na břichu matky, pak je nosí na zádech a do dvou let se ještě zdržují v blízkosti samice. Pohlavně dospělá jsou za 7 až 9 let.
Pravděpodobně se v přírodě dožívají 25 až 40 let. V zajetí jsou chováni výjimečně, nepřežívají dlouho. Pokusy o jejich rozmnožování jsou také neúspěšné. Přirozených predátorů nemají, snad jen mláďata jsou ohrožována dravými ptáky. Neexistuje žádné sčítání, ale odhaduje se jejich počet na 1000 až 10 000 jedinců.

## Ohrožení
Podle Červeného seznamu IUCN je Indri indri považován za kriticky ohrožený druh.
Je ohrožován zmenšováním území vhodnému k jejich životu, přeměnou pralesů v obdělávaná pole, cesty a mýcením lesních úseků s cenným dřevem. Přestože jejich lov byl dříve u domorodců tabu, v současnosti jsou pytláky loveni pro kůži i pro maso. V oblastech výskytu Indri indri je vedena široká kampaň proti nelegálnímu lovu.

## Taxonomie
Jsou uváděny dva poddruhy, které se od sebe odlišují barvou srstí.
- Indri indri Gmelin, subsp. indri – převážně celý černý, jen na tváři má široký, bílý kruh,
- Indri indri Gmelin, subsp. variegatus Gray, 1872 – zátylek a límec okolo hlavy má bílý, vnější části stehen a ramen má bělavé až šedé.[3]